# Apophrixus
Apophrixus är ett släkte av kräftdjur. Apophrixus ingår i familjen Bopyridae.
Kladogram enligt Catalogue of Life:
| Apophrixus | \| \| Apophrixus constrictus \| \| \| \| \| \| Apophrixus philippinensis \| \| \| \| |
|            | \| \| Apophrixus constrictus \| \| \| \| \| \| Apophrixus philippinensis \| \| \| \| |
|            | Apophrixus constrictus                                                               |
|            |                                                                                      |
|            | Apophrixus philippinensis                                                            |
|            |                                                                                      |